# Museum of Contemporary Art (North Miami)
Das Museum of Contemporary Art (North Miami) (MOCA) ist ein Kunstmuseum in North Miami in Florida in den USA.

## Geschichte
Das Museum wurde 1994 gegründet. Der Bau des Museums mit 2.100 m² Ausstellungsfläche wurde von dem New Yorker Architekturbüro Gwathmey Siegel & Associates in Zusammenarbeit mit der Firma Gelabert-Navia aus Miami ausgeführt. Der Museumsneubau wurde 1996 eingeweiht. Seine Geografische Lage ist 25.8904°N 80.18325°W.

## Ausstellungstätigkeit
Das Museum zeigt sowohl Werke aus der eigenen Sammlung als auch Ausstellungen mit Werken von US-amerikanischen und ausländischen Künstlern. Zu den bisher gezeigten Ausstellungen der letzten Jahre gehören unter anderen:
- 2000: Rolf Julius: Minimal Affects
- 2004: Fabián Marcaccio: Einzelausstellung Fabian Marcaccio
- 2006: Raqib Shaw: Garden of Earthly Delights
- 2007: Stephen Prina: Einzelausstellung Stephen Prina
- 2009: Anri Sala: Videoinstallation A Spurious Emission
- 2011: Jonathan Meese: als Teil der Knight Exhibition Series Jonathan Meese
- 2012: Bill Viola: als Teil der Knight Exhibition Series Liber Insularum
- 2013: Dawoud Bey: Fotoausstellung Dawoud Bey. Picturing People. Career Survey of Renowned Photographer
- 2013: Tracey Emin, als Teil der Knight Exhibition Series: Tracey Emin: Angel Without You
- 2015: Beijing Booster: The Art of Peter Wayne Lewis
- 2015: High Above: The Art of Jerzy Kędziora
- 2016: Acta non Verba - The Art of Mareille Plaisir